# 새턴 여우조연상
새턴 여우조연상(영어: Saturn Award for Best Supporting Actress)의 수상자 목록이다.

## 수상자 명단

### 1970년대
| 연도          | 수상자              | 작품                                | 배역            |
| ------------- | ------------------- | ----------------------------------- | --------------- |
| 1974/75 (3회) | 이다 루피노         | 《The Devil's Rain》                | 프레스턴 부인   |
| 1976 (4회)    | 베티 데이비스       | 《Burnt Offerings》                 | Aunt Elizabeth  |
| 1977 (5회)    | 수전 타이렐         | 《Bad》                             | 메리 에이킨     |
| 1977 (5회)    | 조앤 베넷           | 《서스페리아》                      | 마담 블랑       |
| 1977 (5회)    | 테리 가             | 《미지와의 조우》                   | 로니 니어리     |
| 1977 (5회)    | 알렉시스 스미스     | 《리틀 걸》                         | 핼릿 부인       |
| 1977 (5회)    | 마거릿 휘팅         | 《신밧드와 마법사의 눈》            | 제노비아        |
| 1978 (6회)    | 다이언 캐넌         | 《천국의 사도》                     | 줄리아 판즈워스 |
| 1978 (6회)    | 우타 하겐           | 《브라질에서 온 소년》              | 프리다 멀로니   |
| 1978 (6회)    | 메이블 킹           | 《The Wiz》                         | Evillene        |
| 1978 (6회)    | 발레리 페린         | 《슈퍼맨》                          | 에브 테슈마커   |
| 1978 (6회)    | 브렌다 바카로       | 《Capricorn One》                   | 케이 브루베이커 |
| 1979 (7회)    | 베로니카 카트라이트 | 《에이리언》                        | 램버트          |
| 1979 (7회)    | 패멀라 헨즐리       | 《Buck Rogers in the 25th Century》 | 아달라 공주     |
| 1979 (7회)    | 재클린 하이드       | The Dark                            | 드 렌지         |
| 1979 (7회)    | 마시 래퍼티         | 《The Day Time Ended》              | 베스            |
| 1979 (7회)    | 니셸 니컬스         | 《Star Trek: The Motion Picture》   | 우후라]         |

### 1980년대
| 연도           | 수상자                              | 작품                                                | 배역                |
| -------------- | ----------------------------------- | --------------------------------------------------- | ------------------- |
| 1980 (8회)     | 이브 브렌트                         | 《Fade to Black》                                   | 스텔라 빈퍼드       |
| 1980 (8회)     | 린다 케리지                         | Fade to Black                                       | 메릴린 오코너       |
| 1980 (8회)     | 에바 르 갈리엔                      | 《Resurrection》                                    | 펄 할머니           |
| 1980 (8회)     | 낸시 파슨스                         | 《지옥의 모텔》                                     | 아이다 스미스       |
| 1980 (8회)     | 스테퍼니 짐발리스트                 | 《The Awakening》                                   | 마거릿 코벡         |
| 1981 (9회)     | 프랜시스 스턴헤이건                 | 《아웃랜드》                                        | 라자루스 박사       |
| 1981 (9회)     | 비베카 린드포르스                   | 《The Hand》                                        | 여의사              |
| 1981 (9회)     | 헬렌 미렌                           | 《Excalibur》                                       | 모르가나            |
| 1981 (9회)     | 카일 리처즈                         | 《The Watcher in the Woods》                        | 엘리 커티스         |
| 1981 (9회)     | 매기 스미스                         | 《Clash of the Titans》                             | 테티스              |
| 1982 (10회)    | 젤다 루빈스타인                     | 《Poltergeist》                                     | 탠지나 배런스       |
| 1982 (10회)    | 커스티 앨리                         | 《Star Trek II: The Wrath of Khan》                 | 사빅 중위           |
| 1982 (10회)    | 필로메나 스파뉴올로                 | 《광란의 깐느》                                     | 비니의 엄마         |
| 1982 (10회)    | 디 월리스                           | 《E.T.》                                            | 메리                |
| 1982 (10회)    | 아이린 워스                         | 《죽음의 게임》                                     | 헬가 텐 도프        |
| 1983 (11회)    | 캔디 클라크                         | 《블루 썬더》                                       | 케이트              |
| 1983 (11회)    | 모드 애덤스                         | 《007 옥터퍼시》                                    | 옥터퍼시            |
| 1983 (11회)    | 애넷 오툴                           | 《슈퍼맨 3》                                        | 라나 랭             |
| 1983 (11회)    | 멕 틸리                             | 《Psycho Ii》                                       | 메리 루미스         |
| 1983 (11회)    | 내털리 우드 (posthumous nomination) | 《Brainstorm》                                      | 캐런 브레이스       |
| 1984 (12회)    | 폴리 홀리데이                       | 《그렘린》                                          | 루비 디글           |
| 1984 (12회)    | 커스티 앨리                         | 《Runaway》                                         | 재키 로저스         |
| 1984 (12회)    | 주디스 앤더슨                       | 《Star Trek III: The Search for Spock》             | 벌컨 사제           |
| 1984 (12회)    | 그레이스 존스                       | 《Conan the Destroyer》                             | 줄라                |
| 1984 (12회)    | 메리 워로노브                       | 《Night of the Comet》                              | 오드리              |
| 1985 (13회)    | 앤 램지                             | 《구니스》                                          | 마마 프라텔리       |
| 1985 (13회)    | 루스 고든 (posthumous nomination)   | 《Maxie》                                           | 라빈 부인           |
| 1985 (13회)    | 그레이스 존스                       | 《뷰 투 어 킬》                                     | 메이 데이           |
| 1985 (13회)    | 리 톰슨                             | 《백 투 더 퓨처》                                   | 러레인 베인스       |
| 1985 (13회)    | 그웬 버던                           | 《코쿤》                                            | 베스 매카시         |
| 1986 (14회)    | 지넷 골드스틴                       | 《에이리언 2》                                      | 바스케스 사병       |
| 1986 (14회)    | 캐서린 힉스                         | 《Star Trek IV: The Voyage Home》                   | 질리언 테일러       |
| 1986 (14회)    | 그레이스 존스                       | 《Vamp》                                            | 카트리나            |
| 1986 (14회)    | 케이 렌즈                           | 《House》                                           | 샌디 싱클레어       |
| 1986 (14회)    | 배니티                              | 《52 픽업》                                         | 도린                |
| 1987 (15회)    | 앤 램지 (posthumous)                | 《기차 대소동》                                     | 모마 리프트         |
| 1987 (15회)    | 리사 보넷                           | 《엔젤 하트》                                       | 에피패니 프라우드풋 |
| 1987 (15회)    | 베로니카 카트라이트                 | 《The Witches of Eastwick》                         | 펄리샤 올든         |
| 1987 (15회)    | 루이즈 플레처                       | 《다락방에 핀 꽃》                                  | 올리비아 폭스워스   |
| 1987 (15회)    | 지넷 골드스틴                       | 《죽음의 키스》                                     | 다이아몬드백        |
| 1987 (15회)    | 도로시 라무어                       | 《크립쇼 2 (for the segment "Old Chief Wood'nhead") | 마사 스프루스       |
| 1988 (16회)    | 실비아 시드니                       | 《비틀쥬스》                                        | 주노                |
| 1988 (16회)    | 조애나 캐시디                       | 《누가 로저 래빗을 모함했나》                       | 돌로레스            |
| 1988 (16회)    | 캐서린 헬몬드                       | 《Lady in White》                                   | 어맨다 하퍼         |
| 1988 (16회)    | 클레어 히긴스                       | 《헬레이저 2》                                      | 줄리아 코튼         |
| 1988 (16회)    | 진 마시                             | 《Willow》                                          | 바브모르다 여왕     |
| 1988 (16회)    | 젤다 루빈스타인                     | 《폴터가이스트 3》                                  | 탠지나 배런스       |
| 1988 (16회)    | 메러디스 샐린저                     | 《The Kiss》                                        | 에이미              |
| 1989/90 (17회) | 우피 골드버그                       | 《사랑과 영혼》                                     | 오다 메이 브라운    |
| 1989/90 (17회) | 킴 베이신저                         | 《배트맨》                                          | 비키 베일           |
| 1989/90 (17회) | 핀 카터                             | 《[[불가사리 (영화)\|불가사리]》                    | 론다 러벡           |
| 1989/90 (17회) | 리바 매킨타이어                     | 《[[불가사리 (영화)\|불가사리]》                    | 헤더 거머           |
| 1989/90 (17회) | 줄리아 로버츠                       | 《유혹의 선》                                       | 레이철 매너스       |
| 1989/90 (17회) | 제니 시그로브                       | 《The Guardian》                                    | 커밀라              |
| 1989/90 (17회) | 메리 스틴버건                       | 《백 투 더 퓨처 3》                                 | 클래라 클레이턴     |
| 1989/90 (17회) | 레이철 티코틴                       | 《토탈 리콜》                                       | 멜리나              |
| 1989/90 (17회) | 마이 세텔링                         | 《마녀와 루크》                                     | 헬가 이브스힘       |

### 1990년대
| 연도        | 수상자                         | 작품                                       | 배역                      |
| ----------- | ------------------------------ | ------------------------------------------ | ------------------------- |
| 1991 (18회) | 머세이디스 룰                  | 《피셔 킹》                                | 앤 나폴리타노             |
| 1991 (18회) | 로빈 바틀릿                    | 《F학점 첩보원》                           | 퍼트리샤 그로버           |
| 1991 (18회) | 제니퍼 코널리                  | 《인간 로케티어》                          | 제니 블레이크             |
| 1991 (18회) | 메리 엘리자베스 매스트런토니오 | 《로빈 후드: 도둑들의 왕자》               | 마리안 뒤부아             |
| 1991 (18회) | 프랜시스 스턴헤이건            | 《미저리》                                 | 버지니아                  |
| 1991 (18회) | 다이앤 위스트                  | 《가위손》                                 | 페그 보그스               |
| 1992 (19회) | 이사벨라 로셀리니              | 《죽어야 사는 여자》                       | 라일 본 루만              |
| 1992 (19회) | 킴 커트랠                      | 《Star Trek VI: The Undiscovered Country》 | 발레리스 중위             |
| 1992 (19회) | 줄리앤 무어                    | 《요람을 흔드는 손》                       | 말린 크레이븐             |
| 1992 (19회) | 러네이 루소                    | 《프리잭》                                 | 줄리 레들런드             |
| 1992 (19회) | 프랜시스 스턴헤이건            | 《카인의 두 얼굴》                         | 린 월드하임               |
| 1992 (19회) | 마샤 스트래스먼                | 《아이가 커졌어요》                        | 다이앤 샐린스키           |
| 1992 (19회) | 로빈 라이트                    | 《토이즈》                                 | 그웬 타일러               |
| 1993 (20회) | 어맨다 플러머                  | 《욕망을 파는 집》                         | 네티 코브                 |
| 1993 (20회) | 낸시 앨런                      | 《로보캅 3                                 | 앤 루이스 경관            |
| 1993 (20회) | 조앤 큐잭                      | 《아담스 패밀리 2》                        | 데비 젤린스키             |
| 1993 (20회) | 줄리 해리스                    | 《다크 하프》                              | 레지 딜레셉스             |
| 1993 (20회) | 캐시 나지미                    | 《Hocus Pocus》                            | 메리 샌더슨               |
| 1993 (20회) | 세라 제시카 파커               | 《Hocus Pocus》                            | 세라 샌더슨               |
| 1993 (20회) | 키라 세지윅                    | 《사랑의 동반자》                          | 줄리아                    |
| 1993 (20회) | 앨프리 우더드                  | 《사랑의 동반자》                          | 페니 워싱턴               |
| 1994 (21회) | 미아 사라                      | 《타임캅》                                 | 멀리사 워커               |
| 1994 (21회) | 핼리 베리                      | 《고인돌 가족 플린스톤》                   | 미스 스톤                 |
| 1994 (21회) | 티아 카레레                    | 《트루 라이즈》                            | 주노 스키너               |
| 1994 (21회) | 우피 골드버그                  | 《Star Trek Generations》                  | 구이난                    |
| 1994 (21회) | 로지 오도널                    | 《고인돌 가족 플린스톤》                   | 베티 러블                 |
| 1994 (21회) | 로빈 라이트                    | 《포레스트 검프》                          | 제니 커런                 |
| 1995 (22회) | 보니 헌트                      | 《쥬만지》                                 | 세라 휘틀                 |
| 1995 (22회) | 일리나 더글러스                | 《투 다이 포》                             | 재니스 마레토             |
| 1995 (22회) | 살마 아예크                    | 《데스페라도》                             | 카롤리나                  |
| 1995 (22회) | 제니퍼 제이슨 리               | 《돌로레스 클레이본》                      | 셀리나 세인트조지         |
| 1995 (22회) | 줄리엣 루이스                  | 《황혼에서 새벽까지》                      | 케이트 풀러               |
| 1995 (22회) | 귀네스 팰트로                  | 《세븐》                                   | 트레이시 밀스             |
| 1996 (23회) | 앨리스 크리거                  | 《Star Trek: First Contact》               | 보그 여왕                 |
| 1996 (23회) | 페어루자 발크                  | 《크래프트》                               | 낸시 다운스               |
| 1996 (23회) | 드루 배리모어                  | 《스크림》                                 | 케이시 베커               |
| 1996 (23회) | 글렌 클로스                    | 《101마리 달마시안》                       | 크루엘라 드 빌            |
| 1996 (23회) | 팸 페리스                      | 《마틸다》                                 | 애거사 트런치불           |
| 1996 (23회) | 비비카 A. 폭스                 | 《인디펜던스 데이》                        | 재스민 더브라우           |
| 1996 (23회) | 제니퍼 틸리                    | 《바운드》                                 | 바이올렛                  |
| 1997 (24회) | 글로리아 스튜어트              | 《타이타닉》                               | 노년의 로즈               |
| 1997 (24회) | 조앤 앨런                      | 《페이스 오프》                            | 이브 아처 박사            |
| 1997 (24회) | 코트니 콕스                    | 《스크림 2                                 | 게일 웨더스               |
| 1997 (24회) | 테리 해처                      | 《007 네버 다이》                          | 패리스 카버               |
| 1997 (24회) | 밀라 요보비치                  | 《제5원소》                                | 릴루                      |
| 1997 (24회) | 위노나 라이더                  | 《에이리언 4》                             | 애널리 콜                 |
| 1998 (25회) | 조앤 앨런                      | 《플레전트빌》                             | 베티 파커                 |
| 1998 (25회) | 클레어 폴라니                  | 《조 블랙의 사랑》                         | 수전 패리시               |
| 1998 (25회) | 앤 헤이시                      | 《싸이코》                                 | 매리언 크레인             |
| 1998 (25회) | 앤젤리카 휴스턴                | 《에버 애프터》                            | 로드밀라 드 겐트 남작부인 |
| 1998 (25회) | 셰릴 리                        | 《슬레이어》                               | 카트리나                  |
| 1998 (25회) | 샤를리즈 테론                  | 《마이티 조 영》                           | 질 영                     |
| 1999 (26회) | 퍼트리샤 클라크슨              | 《그린 마일》                              | 멀린다 무어스             |
| 1999 (26회) | 퍼닐라 오거스트                | 《스타워즈 에피소드 1: 보이지 않는 위협》  | 슈미 스카이워커           |
| 1999 (26회) | 조앤 큐잭                      | 《함정》                                   | 셰릴 랭                   |
| 1999 (26회) | 지나 데이비스                  | 《스튜어트 리틀》                          | 엘리너 리틀               |
| 1999 (26회) | 미란다 리처드슨                | 《슬리피 할로우》                          | 밴 태셀 부인              |
| 1999 (26회) | 시시 스페이섹                  | 《블래스트》                               | 헬렌 웨버                 |

### 2000년대
| 연도        | 수상자                   | 작품                                                 | 배역                          |
| ----------- | ------------------------ | ---------------------------------------------------- | ----------------------------- |
| 2000 (27회) | 리베카 로메인 스테이모스 | 《엑스맨》                                           | 레이븐 다크홈 / 미스티크      |
| 2000 (27회) | 캐머런 디애즈            | 《미녀 삼총사》                                      | 내털리 쿡                     |
| 2000 (27회) | 루시 류                  | 《미녀 삼총사》                                      | 알렉스 먼데이                 |
| 2000 (27회) | 러네이 루소              | 《록키와 불윙클》                                    | 나타샤 파탈                   |
| 2000 (27회) | 핼러리 스왱크            | 《The Gift》                                         | 밸러리 버크스데일             |
| 2000 (27회) | 장쯔이                   | 《와초장룡》                                         | 옥교룡                        |
| 2001 (28회) | 피오눌라 플래너건        | 《디 아더스》                                        | 버사 밀스                     |
| 2001 (28회) | 모니카 벨루치            | 《늑대의 후예들》                                    | 실비아                        |
| 2001 (28회) | 헬레나 보넘 카터         | 《혹성탈출》                                         | 아리                          |
| 2001 (28회) | 캐머런 디애즈            | 《바닐라 스카이》                                    | 줄리 지아니                   |
| 2001 (28회) | 프랜시스 맥도먼드        | 《그 남자는 거기 없었다》                            | 도리스 크레인                 |
| 2001 (28회) | 매기 스미스              | 《해리 포터와 마법사의 돌》                          | 미네르바 맥고나걸             |
| 2002 (29회) | 서맨사 모턴              | 《마이너리티 리포트》                                | 애거사                        |
| 2002 (29회) | 핼리 베리                | 《007 어나더 데이》                                  | 징크스 존슨                   |
| 2002 (29회) | 코니 닐센                | 《스토커》                                           | 니니 요킨                     |
| 2002 (29회) | 레이철 로버츠            | 《시몬》                                             | 시몬                          |
| 2002 (29회) | 시시 스페이섹            | 《터크 에버래스팅》                                  | 메이 터크                     |
| 2002 (29회) | 에밀리 왓슨              | 《레드 드래곤》                                      | 리바 클레인                   |
| 2003 (30회) | 엘런 디제너러스          | 《니모를 찾아서》                                    | 도리 (목소리 출연)            |
| 2003 (30회) | 키이라 나이틀리          | 《캐리비안의 해적: 블랙 펄의 저주》                  | 엘리자베스 스완               |
| 2003 (30회) | 루시 류                  | 《킬빌 1부                                           | 오렌 이시이                   |
| 2003 (30회) | 크리스타나 로컨          | 《터미네이터 3》                                     | T-X                           |
| 2003 (30회) | 미란다 오토              | 《반지의 제왕: 왕의 귀환》                           | 에오윈                        |
| 2003 (30회) | 페타 윌슨                | 《젠틀맨 리그》                                      | 미나 하커                     |
| 2004 (31회) | 대릴 해나                | 《킬빌 2부》                                         | 엘 드라이버                   |
| 2004 (31회) | 킴 베이신저              | 《셀룰러》                                           | 제시카 마틴                   |
| 2004 (31회) | 어마 P. 홀               | 《레이디킬러》                                       | 마바 먼슨                     |
| 2004 (31회) | 안젤리나 졸리            | 《월드 오브 투모로우》                               | 프랭키 쿡                     |
| 2004 (31회) | 디아네 크루거            | 《내셔널 트레져》                                    | 애비게일 체이스               |
| 2004 (31회) | 메릴 스트립              | 《맨츄리안 켄디데이트》                              | 엘리너 쇼                     |
| 2005 (32회) | 서머 글라우              | 《세레니티》                                         | 리버 탬                       |
| 2005 (32회) | 제시카 알바              | 《씬시티》                                           | 낸시 캘러핸                   |
| 2005 (32회) | 제니퍼 카펜터            | 《엑소시즘 오브 에밀리 로즈》                        | 에밀리 로즈                   |
| 2005 (32회) | 케이티 홈스              | 《배트맨 비긴즈》                                    | 레이철 도스                   |
| 2005 (32회) | 미셸 모나한              | 《키스 키스 뱅뱅》                                   | 하모니 페이스 레인            |
| 2005 (32회) | 제나 롤런즈              | 《스켈리톤 키》                                      | 바이올렛 데버루               |
| 2006 (33회) | 팜커 얀선                | 《엑스맨: 최후의 전쟁》                              | 진 그레이                     |
| 2006 (33회) | 케이트 블란쳇            | 《노트 온 스캔들》                                   | 시바 하트                     |
| 2006 (33회) | 에바 그린                | 《007 카지노 로얄》                                  | 베스퍼 린드                   |
| 2006 (33회) | 레이철 허드우드          | 《향수: 어느 살인자의 이야기》                       | 로라 리치스                   |
| 2006 (33회) | 파커 포지                | 《수퍼맨 리천즈》                                    | 키티 코왈스키                 |
| 2006 (33회) | 엠마 톰슨                | 《스트레인저 댄 픽션》                               | 캐런 아이펠                   |
| 2007 (34회) | 마샤 게이 하든           | 《미스트》                                           | 카모디 부인                   |
| 2007 (34회) | 리지 캐플런              | 《클로버필드》                                       | 말레나 다이아몬드             |
| 2007 (34회) | 리나 헤디                | 《300                                                | 고르고 여왕                   |
| 2007 (34회) | 로즈 맥가원              | 《그라인드하우스》 (for the segment Planet Terror》) | 체리 달링                     |
| 2007 (34회) | 미셸 파이퍼              | 《스타더스트》                                       | 라미아                        |
| 2007 (34회) | 이멜다 스탠턴            | 《해리 포터와 불사조 기사단》                        | 돌로레스 엄브릿지             |
| 2008 (35회) | 틸다 스윈턴              | 《벤자민 버튼의 시간은 거꾸로 간다》                 | 엘리자베스 애벗               |
| 2008 (35회) | 조앤 앨런                | 《데스 레이스》                                      | 클레어 헤네시                 |
| 2008 (35회) | 주디 덴치                | 《007 퀀텀 오브 솔러스》                             | M                             |
| 2008 (35회) | 올가 쿠릴렌코            | 《007 퀀텀 오브 솔러스》                             | 카밀 몬테스                   |
| 2008 (35회) | 샤를리즈 테론            | 《핸콕》                                             | 메리 엠브리                   |
| 2008 (35회) | 카리서 판 하우턴         | 《작전명 발키리》                                    | 니나 폰 슈타우펜베르크        |
| 2009 (36회) | 시거니 위버              | 《아바타》                                           | 그레이스 오거스틴 박사        |
| 2009 (36회) | 말린 오케르만            | 《왓치맨》                                           | 로리 주피터 / 2대 실크 스펙터 |
| 2009 (36회) | 디아네 크루거            | 《바스터즈: 거친 녀석들》                            | 브리짓 폰 해머스마크          |
| 2009 (36회) | 레이철 매캐덤스          | 《셜록 홈즈》                                        | 아이린 애들러                 |
| 2009 (36회) | 로나 레이버              | 《드래그 미 투 헬》                                  | 실비아 가누시                 |
| 2009 (36회) | 수전 서랜던              | 《러블리 본즈》                                      | 린 할머니                     |

### 2010년대
| 연도        | 수상자                   | 작품                                 | 배역                          |
| ----------- | ------------------------ | ------------------------------------ | ----------------------------- |
| 2010 (37회) | 밀라 쿠니스              | 《[[블랙 스완 (영화)\|블랙 스완]》   | 릴리                          |
| 2010 (37회) | 스칼렛 요한슨            | 《아이언맨 2》                       | 나타샤 로마노바               |
| 2010 (37회) | 키이라 나이틀리          | 《네버 렛 미 고》                    | 루스 C                        |
| 2010 (37회) | 헬렌 미렌                | 《레드》                             | 빅토리아 윈즐로               |
| 2010 (37회) | 버네사 레드그레이브      | 《레터스 투 줄리엣》                 | 클레어 스미스와이먼           |
| 2010 (37회) | 재키 위버                | 《애니멀 킹덤》                      | 제이닌 코디                   |
| 2011 (38회) | 에밀리 블런트            | 《컨트롤러》                         | 엘리스 셀라스                 |
| 2011 (38회) | 엘레나 아나야            | 《내가 사는 피부》                   | 베라 크루스                   |
| 2011 (38회) | 샤를로트 갱스부르        | 《멜랑콜리아》                       | 클레어                        |
| 2011 (38회) | 폴라 패튼                | 《미션 임파서블: 고스트 프로토콜》   | 제인 카터                     |
| 2011 (38회) | 린 셰이                  | 《인시디어스》                       | 엘리스 레이니어               |
| 2011 (38회) | 엠마 왓슨                | 《해리 포터와 죽음의 성물 2부        | 헤르미온느 그레인저           |
| 2012 (39회) | 앤 해서웨이              | 《다크 나이트 라이즈》               | 셀리나 카일 / 캣우먼          |
| 2012 (39회) | 주디 덴치                | 《007 스카이폴》                     | M                             |
| 2012 (39회) | 지나 거숀                | 《킬러조》                           | 샬라 스미스                   |
| 2012 (39회) | 앤 해서웨이              | 《레미제라블》                       | 팡틴                          |
| 2012 (39회) | 니콜 키드먼              | 《페이퍼보이: 사형수의 편지》        | 샬럿 블레스                   |
| 2012 (39회) | 샤를리즈 테론            | 《스노우 화이트 앤 더 헌츠맨》       | 라베나 여왕                   |
| 2013 (40회) | 스칼렛 요한슨            | 《그녀》                             | 사만다 (목소리 출연)          |
| 2013 (40회) | 니콜 키드먼              | 《스토커》                           | 에블린 스토커                 |
| 2013 (40회) | 멀리사 리오              | 《프리즈너스》                       | 홀리 존스                     |
| 2013 (40회) | 에반젤린 릴리            | 《호빗: 스마우그의 폐허》            | 타우리엘                      |
| 2013 (40회) | 제나 멀론                | 《헝거 게임: 캣칭 파이어》           | 조한나 메이슨                 |
| 2013 (40회) | 에밀리 왓슨              | 《책도둑》                           | 로자 휴버먼                   |
| 2014 (41회) | 러네이 루소              | 《나이트크롤러》                     | 니나 로미나                   |
| 2014 (41회) | 제시카 채스테인          | 《인터스텔라》                       | 머피 쿠퍼                     |
| 2014 (41회) | 스칼렛 요한슨            | 《캡틴 아메리카: 윈터 솔져           | 나타샤 로마노바 / 블랙 위도우 |
| 2014 (41회) | 에반젤린 릴리            | 《호빗: 다섯 군대 전투》             | 타우리엘                      |
| 2014 (41회) | 엠마 스톤                | 《버드맨                             | 샘 톰슨                       |
| 2014 (41회) | 메릴 스트립              | 《숲속으로》                         | 마녀                          |
| 2015 (42회) | 제시카 채스테인          | 《크림슨 피크》                      | 루실 샤프                     |
| 2015 (42회) | 캐리 피셔                | 《스타워즈: 깨어난 포스              | 레이아 오르가나 장군          |
| 2015 (42회) | 에반젤린 릴리            | 《앤트맨》                           | 호프 밴다인                   |
| 2015 (42회) | 루피타 뇽오              | 스타워즈: 깨어난 포스                | 마즈 카나타                   |
| 2015 (42회) | 타마나 바티아            | 《바후발리: 더 비기닝》              | 아반티카                      |
| 2015 (42회) | 알리시아 비칸데르        | 《엑스 마키나》                      | 에이바                        |
| 2016 (43회) | 틸다 스윈턴              | 《닥터 스트레인지》                  | 에인션트 원                   |
| 2016 (43회) | 베티 버클리              | 《23 아이덴티티》                    | 캐런 플레처 박사              |
| 2016 (43회) | 브라이스 댈러스 하워드   | 《골드》                             | 케이                          |
| 2016 (43회) | 스칼렛 요한슨            | 《캡틴 아메리카: 시빌 워》           | 나타샤 로마노바 / 블랙 위도우 |
| 2016 (43회) | 케이트 매키넌            | 《고스트버스터즈》                   | 질리언 홀츠먼                 |
| 2016 (43회) | 마고 로비                | 《수어사이드 스쿼드》                | 할리 퀸                       |
| 2017 (44회) | 다나이 구리라            | 《블랙 팬서》                        | 오코예                        |
| 2017 (44회) | 아다 데 아르마스         | 《블레이드 러너 2049                 | 조이                          |
| 2017 (44회) | 캐리 피셔 (posthumously) | 《스타워즈: 라스트 제다이》          | 레이아 오르가나 장군          |
| 2017 (44회) | 로이스 스미스            | 《당신과 함께한 순간들》             | 마저리                        |
| 2017 (44회) | 옥타비아 스펜서          | 《셰이프 오브 워터: 사랑의 모양》    | 젤다 델리아 풀러              |
| 2017 (44회) | 테사 톰슨                | 《토르: 라그나로크》                 | 발키리                        |
| 2017 (44회) | 켈리 마리 트랜           | 스타워즈: 라스트 제다이              | 로즈 티코                     |
| 2018 (45회) | 젠데이아                 | 《스파이더맨: 파 프롬 홈》           | MJ                            |
| 2018 (45회) | 신시아 어리보            | 《배드 타임즈: 엘 로얄에서 생긴 일》 | 달린 스위트                   |
| 2018 (45회) | 스칼렛 요한슨            | 어벤져스: 엔드게임》                 | 나타샤 로마노바 / 블랙 위도우 |
| 2018 (45회) | 캐런 길런                | 어벤져스: 엔드게임》                 | 네뷸러                        |
| 2018 (45회) | 앰버 허드                | 《아쿠아맨》                         | 메라                          |
| 2018 (45회) | 나오미 스콧              | 《알라딘》                           | 자스민 공주                   |
| 2018 (45회) | 헤일리 스타인펠드        | 《범블비》                           | 찰리 왓슨                     |